# Byttneria melantha
Byttneria melantha är en malvaväxtart som beskrevs av Carl Friedrich Philipp von Martius och Karl Moritz Schumann. Byttneria melantha ingår i släktet Byttneria och familjen malvaväxter. Inga underarter finns listade i Catalogue of Life.